# Choke (film, 2001)
Choke (Shock) est un film américain écrit et réalisé par John Sjogren sorti en 2001.

## Synopsis
Riche homme d'affaires, Henry (Dennis Hooper) fait tout pour cacher l'accident mortel causé par sa fille. Parallèlement il est harcelé par Ron, un aigrefin avec lequel il s'est associé par le passé. Ce dernier apprenant l'accident de sa fille entreprend de le faire chanter. De colère Henry étrangle Ron et jette son cadavre par la fenêtre des toilettes, mais un parfait inconnu (Michael Madsen) a tout vu et propose un étrange marché à Henry.

## Fiche technique
- Réalisation : John Sjogren
- Age : Accord parental souhaité
- Durée : 1h28
- Date de sortie DVD: 1er février 2003
- Langue : Anglais / Français / Russe
- Format de production : 35 mm
- Image : Couleur
- Format : 16/9
- Stéréo / Mono : stéréo

## Distribution
- Dennis Hopper :  Henry Clark
- Michael Madsen : Will
- Bradley Armstrong Donohue
- Tamara Cholakian :  Kate
- Robert Baugh Pete :  Farmer
- Roy Tate :  Ron Sloan
- Paula Stevens :  Liz
- Robert Reiser :   Jack
- Chelsy Reynolds :  Gena
- Baron Gerrick
- Alex Zindvyev : Big Courtroom Fighter
- Linda Brandes : Prison Guard
- Bradley Armstrong Donohue : Boyfriend
- L.P. Brown III : Detective Reder
- Irina Roman : Ron's Ex-Girlfriend